# Цифер
Цифер (слч. Cífer) насељено је мјесто са административним статусом сеоске општине (слч. obec) у округу Трнава, у Трнавском крају, Словачка Република.

## Становништво
| Година:    | 1994. | 2004.   | 2014.   | 2024.    |
| ---------- | ----- | ------- | ------- | -------- |
| Број људи: | 3765  | 3837    | 4142    | 4886     |
| Разлика:   |       | +1,91 % | +7,94 % | +17,96 % |

| Година:    | 2023. | 2024.   |
| ---------- | ----- | ------- |
| Број људи: | 4832  | 4886    |
| Разлика:   |       | +1,11 % |

Према подацима о броју становника из 2024. године насеље је имало 4886 становника.